# Hideyo Hanazumi
Hideyo Hanazumi (花角英世, Hanazumi Hideyo) és un buròcrata i polític japonés actual governador de la prefectura de Niigata des del 12 de juny de 2018. Anteriorment ha estat vice-comandant de la Guàrdia Costanera del Japó i vice governador de Niigata.
A la seua candidatura a governador de Niigata, Hanazumi fou recolzat pel Partit Liberal Democràtic i el Kōmeitō contra la candidata de l'oposició, na Chikako Ikeda. Durant la campanya, Hanazumi va distanciar-se dels seus valedor per tal d'arribar a un ventall més ampli de votants. Malgrat les acusacions de corrupció de la coalició de govern (PLD-demobudistes) Hanazumi va guanyar les eleccions tot i que per un estret marge de 3,4% de vots. Pel que fa a les polítiques sobre l'energia nuclear i malgrat el suport del PLD, Hanzumi ha promés ser prudent amb el tema igual que el seu predecessor.